# 2010-es ATP-szezon
Az alábbi táblázat a 2010-es Association of Tennis Professionals (ATP) Tourhoz tartozó tornák eredményeit foglalja össze. Emellett tartalmazza az ITF által szervezett Davis-kupa és Hopman-kupa eredményeit is.

## Tornák típusai
| Grand Slam-tornák           |
| ATP World Tour Finals       |
| ATP World Tour Masters 1000 |
| ATP World Tour 500          |
| ATP World Tour 250          |
| Csapatversenyek             |

## Versenynaptár

### Január
| Időpont               | Torna | Győztes                                         | Ellenfél a döntőben                    | Elődöntősök                                                        | Negyeddöntősök                                                    |
| --------------------- | --- | ----------------------------------------------- | -------------------------------------- | ------------------------------------------------------------------ | ----------------------------------------------------------------- |
| Január 4.             | Hopman-kupa Perth, Ausztrália Hopman-kupa 1 000 000 AU$ – Kemény (fedett) – 8 csapat                                           | Spanyolország · 2–1                             | Nagy-Britannia                         | A csoport további csapatai Románia · Egyesült Államok · Ausztrália | B csoport további csapatai Kazahsztán · Oroszország · Németország |
| Január 4.             | Brisbane International Brisbane, Ausztrália ATP World Tour 250 372 500 $ – Kemény – 32S/32Q/16D                                | Andy Roddick 7–6(2), 7–6(7)                     | Radek Štěpánek                         | Tomáš Berdych Gaël Monfils                                         | Richard Gasquet Thomaz Bellucci James Blake Wayne Odesnik         |
| Január 4.             | Brisbane International Brisbane, Ausztrália ATP World Tour 250 372 500 $ – Kemény – 32S/32Q/16D                                | Jérémy Chardy Marc Gicquel 6–3, 7–6(5)          | Lukáš Dlouhý Lijendar Pedzs            | Tomáš Berdych Gaël Monfils                                         | Richard Gasquet Thomaz Bellucci James Blake Wayne Odesnik         |
| Január 4.             | Aircel Chennai Open Chennai, India ATP World Tour 250 398 250 $ – Kemény – 32S/32Q/16D                                         | Marin Čilić 7–6(2), 7–6(3)                      | Stanislas Wawrinka                     | Dudi Szela Janko Tipsarević                                        | Lukáš Lacko Michael Berrer Thiemo de Bakker Santiago Giraldo      |
| Január 4.             | Aircel Chennai Open Chennai, India ATP World Tour 250 398 250 $ – Kemény – 32S/32Q/16D                                         | Marcel Granollers Santiago Ventura 7–5, 6–2     | Lu Jen-hszün Janko Tipsarević          | Dudi Szela Janko Tipsarević                                        | Lukáš Lacko Michael Berrer Thiemo de Bakker Santiago Giraldo      |
| Január 4.             | Qatar ExxonMobil Open Doha, Katar ATP World Tour 250 1 024 000 $ – Kemény – 32S/32Q/16D                                        | Nyikolaj Davigyenko 0–6, 7–6(8), 6–4            | Rafael Nadal                           | Roger Federer Viktor Troicki                                       | Ernests Gulbis Ivo Karlović Łukasz Kubot Steve Darcis             |
| Január 4.             | Qatar ExxonMobil Open Doha, Katar ATP World Tour 250 1 024 000 $ – Kemény – 32S/32Q/16D                                        | Guillermo García López Albert Montañés 6–4, 7–5 | František Čermák Michal Mertiňák       | Roger Federer Viktor Troicki                                       | Ernests Gulbis Ivo Karlović Łukasz Kubot Steve Darcis             |
| Január 11.            | Medibank International Sydney Sydney, Ausztrália ATP World Tour 250 372 500 $ – Kemény – 28S/32Q/16D                           | Márkosz Pagdatísz 6–4, 7–6(2)                   | Richard Gasquet                        | Julien Benneteau Mardy Fish                                        | Potito Starace Leonardo Mayer Lleyton Hewitt Peter Luczak         |
| Január 11.            | Medibank International Sydney Sydney, Ausztrália ATP World Tour 250 372 500 $ – Kemény – 28S/32Q/16D                           | Daniel Nestor Nenad Zimonjić 6–3, 7–6(5)        | Ross Hutchins Jordan Kerr              | Julien Benneteau Mardy Fish                                        | Potito Starace Leonardo Mayer Lleyton Hewitt Peter Luczak         |
| Január 11.            | Heineken Open Auckland, Új-Zéland ATP World Tour 250 355 500 $ – Kemény – 28S/32Q/16D                                          | John Isner 6–3, 5–7, 7–6(2)                     | Arnaud Clément                         | Albert Montañés Philipp Kohlschreiber                              | Tommy Robredo Michael Lammer Marc Gicquel Jürgen Melzer           |
| Január 11.            | Heineken Open Auckland, Új-Zéland ATP World Tour 250 355 500 $ – Kemény – 28S/32Q/16D                                          | Marcus Daniell Horia Tecău 7–5, 6–4             | Marcelo Melo Bruno Soares              | Albert Montañés Philipp Kohlschreiber                              | Tommy Robredo Michael Lammer Marc Gicquel Jürgen Melzer           |
| Január 18. Január 25. | Australian Open Melbourne, Ausztrália Grand Slam-torna 10 712 240 AU$ – Kemény 128S/128Q/64D/32X Egyéni – Páros – Vegyes páros | Roger Federer 6–3, 6–4, 7–6(11)                 | Andy Murray                            | Jo-Wilfried Tsonga Marin Čilić                                     | Nyikolaj Davigyenko Novak Đoković Andy Roddick Rafael Nadal       |
| Január 18. Január 25. | Australian Open Melbourne, Ausztrália Grand Slam-torna 10 712 240 AU$ – Kemény 128S/128Q/64D/32X Egyéni – Páros – Vegyes páros | Bob Bryan Mike Bryan 6–3, 6–7(5), 6–3           | Daniel Nestor Nenad Zimonjić           | Jo-Wilfried Tsonga Marin Čilić                                     | Nyikolaj Davigyenko Novak Đoković Andy Roddick Rafael Nadal       |
| Január 18. Január 25. | Australian Open Melbourne, Ausztrália Grand Slam-torna 10 712 240 AU$ – Kemény 128S/128Q/64D/32X Egyéni – Páros – Vegyes páros | Lijendar Pedzs Cara Black 7–5, 6–3              | Jaroslav Levinský Jekatyerina Makarova | Jo-Wilfried Tsonga Marin Čilić                                     | Nyikolaj Davigyenko Novak Đoković Andy Roddick Rafael Nadal       |

### Február
| Időpont     | Torna | Győztes                                            | Ellenfél a döntőben             | Elődöntősök                       | Negyeddöntősök                                                              |
| ----------- | --- | -------------------------------------------------- | ------------------------------- | --------------------------------- | --------------------------------------------------------------------------- |
| Február 1.  | SA Tennis Open Johannesburg, Dél-afrikai Köztársaság ATP World Tour 250 442 500 $ – Kemény – 32S/32Q/16D                           | Feliciano López 7–5, 6–1                           | Stéphane Robert                 | Gaël Monfils David Ferrer         | Lu Jen-hszün Rajeev Ram Dustin Brown Szomdev Devvarman                      |
| Február 1.  | SA Tennis Open Johannesburg, Dél-afrikai Köztársaság ATP World Tour 250 442 500 $ – Kemény – 32S/32Q/16D                           | Róhan Bópanna Iszámul-Hak Kuraisi 2–6, 6–3, [10–5] | Karol Beck Harel Levy           | Gaël Monfils David Ferrer         | Lu Jen-hszün Rajeev Ram Dustin Brown Szomdev Devvarman                      |
| Február 1.  | PBZ Zagreb Indoors Zágráb, Horvátország ATP World Tour 250 398 250 € – Kemény (f) – 32S/32Q/16D                                    | Marin Čilić 6–4, 6–7(5), 6–3                       | Michael Berrer                  | Jürgen Melzer Philipp Petzschner  | Ivo Karlović Illja Marcsenko Viktor Troicki Lukáš Lacko                     |
| Február 1.  | PBZ Zagreb Indoors Zágráb, Horvátország ATP World Tour 250 398 250 € – Kemény (f) – 32S/32Q/16D                                    | Jürgen Melzer Philipp Petzschner 3–6, 6–3, [10–8]  | Arnaud Clément Olivier Rochus   | Jürgen Melzer Philipp Petzschner  | Ivo Karlović Illja Marcsenko Viktor Troicki Lukáš Lacko                     |
| Február 1.  | Movistar Open Santiago de Chile, Chile ATP World Tour 250 398 250 $ – Salak – 32S/32Q/16D                                          | Thomaz Bellucci 6–2, 0–6, 6–4                      | Juan Mónaco                     | Fernando González João Souza      | Marcel Granollers Eduardo Schwank Alberto Martín Peter Luczak               |
| Február 1.  | Movistar Open Santiago de Chile, Chile ATP World Tour 250 398 250 $ – Salak – 32S/32Q/16D                                          | Łukasz Kubot Oliver Marach 6–4, 6–0                | Potito Starace Horacio Zeballos | Fernando González João Souza      | Marcel Granollers Eduardo Schwank Alberto Martín Peter Luczak               |
| Február 8.  | SAP Open San José, Egyesült Államok ATP World Tour 250 531 000 $ – Kemény (f) – 32S/32Q/16D                                        | Fernando Verdasco 3–6, 6–4, 6–4                    | Andy Roddick                    | Sam Querrey Denis Istomin         | Tomáš Berdych Michael Craig Russell Philipp Kohlschreiber Ričardas Berankis |
| Február 8.  | SAP Open San José, Egyesült Államok ATP World Tour 250 531 000 $ – Kemény (f) – 32S/32Q/16D                                        | Mardy Fish Sam Querrey 7–6(3), 7–5                 | Benjamin Becker Leonardo Mayer  | Sam Querrey Denis Istomin         | Tomáš Berdych Michael Craig Russell Philipp Kohlschreiber Ričardas Berankis |
| Február 8.  | ABN AMRO World Tennis Tournament Rotterdam, Hollandia ATP World Tour 500 1 150 000 € – Kemény (f) – 32S/32Q/16D                    | Robin Söderling 6–4, 2–0 feladta                   | Mihail Juzsnij                  | Novak Đoković Nyikolaj Davigyenko | Florian Mayer Gaël Monfils Julien Benneteau Jürgen Melzer                   |
| Február 8.  | ABN AMRO World Tennis Tournament Rotterdam, Hollandia ATP World Tour 500 1 150 000 € – Kemény (f) – 32S/32Q/16D                    | Daniel Nestor Nenad Zimonjić 6–4, 4–6, [10–7]      | Simon Aspelin Paul Hanley       | Novak Đoković Nyikolaj Davigyenko | Florian Mayer Gaël Monfils Julien Benneteau Jürgen Melzer                   |
| Február 8.  | Brasil Open Costa do Sauípe, Brazília ATP World Tour 250 442 500 $ – Salak – 32S/32Q/16D                                           | Juan Carlos Ferrero 6–1, 6–0                       | Łukasz Kubot                    | Ricardo Mello Igor Andrejev       | Carlos Berlocq Thomaz Bellucci Pablo Cuevas Fabio Fognini                   |
| Február 8.  | Brasil Open Costa do Sauípe, Brazília ATP World Tour 250 442 500 $ – Salak – 32S/32Q/16D                                           | Pablo Cuevas Marcel Granollers 7–5, 6–4            | Łukasz Kubot Oliver Marach      | Ricardo Mello Igor Andrejev       | Carlos Berlocq Thomaz Bellucci Pablo Cuevas Fabio Fognini                   |
| Február 15. | Open 13 Marseille, Franciaország ATP World Tour 250 512 750 € – Kemény (f) – 28S/32Q/16D                                           | Michaël Llodra 6–3, 6–4                            | Julien Benneteau                | Mischa Zverev Jo-Wilfried Tsonga  | Robin Söderling Guillaume Rufin Gaël Monfils Illja Marcsenko                |
| Február 15. | Open 13 Marseille, Franciaország ATP World Tour 250 512 750 € – Kemény (f) – 28S/32Q/16D                                           | Julien Benneteau Michaël Llodra 6–4, 6–3           | Julian Knowle Robert Lindstedt  | Mischa Zverev Jo-Wilfried Tsonga  | Robin Söderling Guillaume Rufin Gaël Monfils Illja Marcsenko                |
| Február 15. | Regions Morgan Keegan Championships Memphis, Egyesült Államok ATP World Tour 500 1 100 000 $ – Kemény (f) – 32S/32Q/16D            | Sam Querrey 6–7(3), 7–6(5), 6–3                    | John Isner                      | Ernests Gulbis Philipp Petzschner | Andy Roddick Tomáš Berdych Ivo Karlović Lukáš Lacko                         |
| Február 15. | Regions Morgan Keegan Championships Memphis, Egyesült Államok ATP World Tour 500 1 100 000 $ – Kemény (f) – 32S/32Q/16D            | John Isner Sam Querrey 6–4, 6–4                    | Ross Hutchins Jordan Kerr       | Ernests Gulbis Philipp Petzschner | Andy Roddick Tomáš Berdych Ivo Karlović Lukáš Lacko                         |
| Február 15. | Copa Telmex Buenos Aires, Argentína ATP World Tour 250 475 300 $ – Salak – 32S/32Q/16D                                             | Juan Carlos Ferrero 5–7, 6–4, 6–3                  | David Ferrer                    | Albert Montañés Juan Mónaco       | Igor Andrejev David Nalbandian Horacio Zeballos Santiago Ventura            |
| Február 15. | Copa Telmex Buenos Aires, Argentína ATP World Tour 250 475 300 $ – Salak – 32S/32Q/16D                                             | Sebastián Prieto Horacio Zeballos 7–6(4), 6–3      | Simon Greul Peter Luczak        | Albert Montañés Juan Mónaco       | Igor Andrejev David Nalbandian Horacio Zeballos Santiago Ventura            |
| Február 22. | Barclays Dubai Tennis Championships Dubai, Egyesült Arab Emirátusok ATP World Tour 500 1 619 500 $ – Kemény – 32S/32Q/16D          | Novak Đoković 7–5, 5–7, 6–3                        | Mihail Juzsnij                  | Jürgen Melzer Márkosz Pagdatísz   | Marin Čilić Janko Tipsarević Michael Berrer Ivan Ljubičić                   |
| Február 22. | Barclays Dubai Tennis Championships Dubai, Egyesült Arab Emirátusok ATP World Tour 500 1 619 500 $ – Kemény – 32S/32Q/16D          | Simon Aspelin Paul Hanley 6–2, 6–3                 | Lukáš Dlouhý Lijendar Pedzs     | Jürgen Melzer Márkosz Pagdatísz   | Marin Čilić Janko Tipsarević Michael Berrer Ivan Ljubičić                   |
| Február 22. | Abierto Mexicano Telcel Acapulco, Mexikó ATP World Tour 500 955 000 $ – Salak – 32S/32Q/16D                                        | David Ferrer 6–3, 3–6, 6–1                         | Juan Carlos Ferrero             | Juan Mónaco Fernando González     | Fernando Verdasco Nicolás Almagro Pablo Cuevas Eduardo Schwank              |
| Február 22. | Abierto Mexicano Telcel Acapulco, Mexikó ATP World Tour 500 955 000 $ – Salak – 32S/32Q/16D                                        | Łukasz Kubot Oliver Marach 6–0, 6–0                | Fabio Fognini Potito Starace    | Juan Mónaco Fernando González     | Fernando Verdasco Nicolás Almagro Pablo Cuevas Eduardo Schwank              |
| Február 22. | Delray Beach International Tennis Championships Delray Beach, Egyesült Államok ATP World Tour 250 442 500 $ – Kemény – 32S/32Q/16D | Ernests Gulbis 6–2, 6–3                            | Ivo Karlović                    | Jarkko Nieminen Mardy Fish        | Leonardo Mayer Benjamin Becker Jérémy Chardy James Blake                    |
| Február 22. | Delray Beach International Tennis Championships Delray Beach, Egyesült Államok ATP World Tour 250 442 500 $ – Kemény – 32S/32Q/16D | Bob Bryan Mike Bryan 6–3, 7–6(3)                   | Philipp Marx Igor Zelenay       | Jarkko Nieminen Mardy Fish        | Leonardo Mayer Benjamin Becker Jérémy Chardy James Blake                    |

### Március
| Időpont                | Torna | Győztes | Ellenfél a döntőben                                                                             | Elődöntősök                  | Negyeddöntősök                                                      |
| ---------------------- | --- | --- | ----------------------------------------------------------------------------------------------- | ---------------------------- | ------------------------------------------------------------------- |
| Március 1.             | Davis-kupa Logroño, Spanyolország – Salak Toulon, Franciaország – Kemény (f) Moszkva, Oroszország – Kemény (f) Stockholm, Svédország – Kemény (f) Varaždin, Horvátország – Kemény (f) Belgrád, Szerbia – Salak (f) Coquimbo, Chile – Salak Bree – Salak (f) | 1. forduló győztesei Spanyolország 4–1 Franciaország 4–1 Oroszország 3–2 Argentína 3–2 Horvátország 5–0 Szerbia 3–2 Chile 4–1 Csehország 4–1 | 1. forduló vesztesei Svájc Németország India Svédország Ecuador Egyesült Államok Izrael Belgium |                              |                                                                     |
| Március 8. Március 15. | BNP Paribas Open Indian Wells, Egyesült Államok ATP World Tour Masters 1000 3 645 000 $ – Kemény – 96S/48Q/32D | Ivan Ljubičić 7–6(3), 7–6(5) | Andy Roddick                                                                                    | Robin Söderling Rafael Nadal | Tommy Robredo Andy Murray Tomáš Berdych Juan Mónaco                 |
| Március 8. Március 15. | BNP Paribas Open Indian Wells, Egyesült Államok ATP World Tour Masters 1000 3 645 000 $ – Kemény – 96S/48Q/32D | Marc López Rafael Nadal 7–6(8), 6–3 | Daniel Nestor Nenad Zimonjić                                                                    | Robin Söderling Rafael Nadal | Tommy Robredo Andy Murray Tomáš Berdych Juan Mónaco                 |
| Március 22 Március 29. | Sony Ericsson Open Miami, Egyesült Államok ATP World Tour Masters 1000 3 645 000 $ – Kemény – 96S/48Q/32D | Andy Roddick 7–5, 6–4 | Tomáš Berdych                                                                                   | Robin Söderling Rafael Nadal | Fernando Verdasco Mihail Juzsnij Jo-Wilfried Tsonga Nicolás Almagro |
| Március 22 Március 29. | Sony Ericsson Open Miami, Egyesült Államok ATP World Tour Masters 1000 3 645 000 $ – Kemény – 96S/48Q/32D | Lukáš Dlouhý Lijendar Pedzs 6–2, 7–5 | Mahes Bhúpati Makszim Mirni                                                                     | Robin Söderling Rafael Nadal | Fernando Verdasco Mihail Juzsnij Jo-Wilfried Tsonga Nicolás Almagro |

### Április
| Időpont     | Torna | Győztes                                        | Ellenfél a döntőben               | Elődöntősök                      | Negyeddöntősök                                                             |
| ----------- | --- | ---------------------------------------------- | --------------------------------- | -------------------------------- | -------------------------------------------------------------------------- |
| Április 5.  | Grand Prix Hassan II Casablanca, Marokkó ATP World Tour 250 398 250 € – Salak – 28S/32Q/16D                      | Stanislas Wawrinka 6–2, 6–3                    | Victor Hănescu                    | Potito Starace Florent Serra     | Reda El Amrani Łukasz Kubot Richard Gasquet Guillermo García López         |
| Április 5.  | Grand Prix Hassan II Casablanca, Marokkó ATP World Tour 250 398 250 € – Salak – 28S/32Q/16D                      | Robert Lindstedt Horia Tecău 6–2, 3–6, [10–7]  | Róhan Bópanna Iszámul-Hak Kuraisi | Potito Starace Florent Serra     | Reda El Amrani Łukasz Kubot Richard Gasquet Guillermo García López         |
| Április 5.  | U.S. Men's Clay Court Championships Houston, Egyesült Államok ATP World Tour 250 442 500 $ – Salak – 28S/32Q/16D | Juan Ignacio Chela 5–7, 6–4, 6–3               | Sam Querrey                       | Horacio Zeballos Wayne Odesnik   | Fernando González Lleyton Hewitt Nicolás Massú Xavier Malisse              |
| Április 5.  | U.S. Men's Clay Court Championships Houston, Egyesült Államok ATP World Tour 250 442 500 $ – Salak – 28S/32Q/16D | Bob Bryan Mike Bryan 6–3, 7–5                  | Stephen Huss Wesley Moodie        | Horacio Zeballos Wayne Odesnik   | Fernando González Lleyton Hewitt Nicolás Massú Xavier Malisse              |
| Április 12. | Monte-Carlo Rolex Masters Monte Carlo, Monaco ATP World Tour Masters 1000 2 227 500 € – Salak – 56S/28Q/24D      | Rafael Nadal 6–0, 6–1                          | Fernando Verdasco                 | Novak Đoković David Ferrer       | David Nalbandian Albert Montañés Philipp Kohlschreiber Juan Carlos Ferrero |
| Április 12. | Monte-Carlo Rolex Masters Monte Carlo, Monaco ATP World Tour Masters 1000 2 227 500 € – Salak – 56S/28Q/24D      | Daniel Nestor Nenad Zimonjić 6–3, 2–0 feladták | Mahes Bhúpati Makszim Mirni       | Novak Đoković David Ferrer       | David Nalbandian Albert Montañés Philipp Kohlschreiber Juan Carlos Ferrero |
| Április 19. | Barcelona Open Banco Sabadell Barcelona, Spanyolország ATP World Tour 500 1 550 000 € – Salak – 56S/28Q/24D      | Fernando Verdasco 6–3, 4–6, 6–3                | Robin Söderling                   | David Ferrer Thiemo de Bakker    | Thomaz Bellucci Ernests Gulbis Jo-Wilfried Tsonga Eduardo Schwank          |
| Április 19. | Barcelona Open Banco Sabadell Barcelona, Spanyolország ATP World Tour 500 1 550 000 € – Salak – 56S/28Q/24D      | Daniel Nestor Nenad Zimonjić 4–6, 6–3, [10–6]  | Lleyton Hewitt Mark Knowles       | David Ferrer Thiemo de Bakker    | Thomaz Bellucci Ernests Gulbis Jo-Wilfried Tsonga Eduardo Schwank          |
| Április 26. | Internazionali BNL d'Italia Róma, Olaszország ATP World Tour Masters 1000 2 227 500 € – Salak – 56S/28Q/24D      | Rafael Nadal 7–5, 6–2                          | David Ferrer                      | Ernests Gulbis Fernando Verdasco | Feliciano López Stanislas Wawrinka Jo-Wilfried Tsonga Novak Đoković        |
| Április 26. | Internazionali BNL d'Italia Róma, Olaszország ATP World Tour Masters 1000 2 227 500 € – Salak – 56S/28Q/24D      | Bob Bryan Mike Bryan 6–2, 6–3                  | John Isner Sam Querrey            | Ernests Gulbis Fernando Verdasco | Feliciano López Stanislas Wawrinka Jo-Wilfried Tsonga Novak Đoković        |

### Május
| Időpont             | Torna | Győztes                                            | Ellenfél a döntőben               | Elődöntősök                                             | Negyeddöntősök                                                     |
| ------------------- | --- | -------------------------------------------------- | --------------------------------- | ------------------------------------------------------- | ------------------------------------------------------------------ |
| Május 3.            | BMW Open München, Németország ATP World Tour 250 398 250 € – Salak – 32S/32Q/16D                                                 | Mihail Juzsnij 6–3, 4–6, 6–4                       | Marin Čilić                       | Márkosz Pagdatísz Philipp Petzschner                    | Nicolás Almagro Philipp Kohlschreiber Tomáš Berdych Jan Hájek      |
| Május 3.            | BMW Open München, Németország ATP World Tour 250 398 250 € – Salak – 32S/32Q/16D                                                 | Oliver Marach Santiago Ventura 5–7, 6–3, [16–14]   | Eric Butorac Michael Kohlmann     | Márkosz Pagdatísz Philipp Petzschner                    | Nicolás Almagro Philipp Kohlschreiber Tomáš Berdych Jan Hájek      |
| Május 3.            | Serbia Open powered by Telekom Srbija Belgrád, Szerbia ATP World Tour 250 373 200 € – Salak – 28S/32Q/16D                        | Sam Querrey 3–6, 7–6(4), 6–4                       | John Isner                        | Filip Krajinović Stanislas Wawrinka                     | Novak Đoković Igor Andrejev Viktor Troicki Richard Gasquet         |
| Május 3.            | Serbia Open powered by Telekom Srbija Belgrád, Szerbia ATP World Tour 250 373 200 € – Salak – 28S/32Q/16D                        | Santiago González Travis Rettenmaier 7–6(6), 6–1   | Tomasz Bednarek Mateusz Kowalczyk | Filip Krajinović Stanislas Wawrinka                     | Novak Đoković Igor Andrejev Viktor Troicki Richard Gasquet         |
| Május 3.            | Estoril Open Estoril, Portugália ATP World Tour 250 398 250 € – Salak – 28S/32Q/16D                                              | Albert Montañés 6–2, 6–7(4), 7–5                   | Frederico Gil                     | Roger Federer Guillermo García López                    | Arnaud Clément Pablo Cuevas Alberto Martín Rui Machado             |
| Május 3.            | Estoril Open Estoril, Portugália ATP World Tour 250 398 250 € – Salak – 28S/32Q/16D                                              | Marc López David Marrero 7–6(1), 4–6, [10–4]       | Pablo Cuevas Marcel Granollers    | Roger Federer Guillermo García López                    | Arnaud Clément Pablo Cuevas Alberto Martín Rui Machado             |
| Május 10.           | Mutua Madrileña Madrid Open Madrid, Spanyolország ATP World Tour Masters 1000 2 835 000 € – Salak – 56S/28Q/24D                  | Rafael Nadal 6–4, 7–6(5)                           | Roger Federer                     | David Ferrer Nicolás Almagro                            | Ernests Gulbis Andy Murray Jürgen Melzer Gaël Monfils              |
| Május 10.           | Mutua Madrileña Madrid Open Madrid, Spanyolország ATP World Tour Masters 1000 2 835 000 € – Salak – 56S/28Q/24D                  | Bob Bryan Mike Bryan 6–3, 6–4                      | Daniel Nestor Nenad Zimonjić      | David Ferrer Nicolás Almagro                            | Ernests Gulbis Andy Murray Jürgen Melzer Gaël Monfils              |
| Május 17.           | ARAG ATP World Team Championship Düsseldorf, Németország ATP World Team Championship 1 351 000 € – Salak – 8 csapat              | Argentína 2–1                                      | Egyesült Államok                  | Kék csoport vesztesei Franciaország Németország Szerbia | Vörös csoport vesztesei Csehország Spanyolország Ausztrália        |
| Május 17.           | Open de Nice Côte d’Azur Nizza, Franciaország ATP World Tour 250 398 250 € – Salak – 28S/32Q/16D                                 | Richard Gasquet 6–3, 5–7, 7–6(5)                   | Fernando Verdasco                 | Potito Starace Leonardo Mayer                           | Olivier Rochus Gaël Monfils Márkosz Pagdatísz Szerhij Sztahovszkij |
| Május 17.           | Open de Nice Côte d’Azur Nizza, Franciaország ATP World Tour 250 398 250 € – Salak – 28S/32Q/16D                                 | Marcelo Melo Bruno Soares 1–6, 6–3, [10–5]         | Róhan Bópanna Iszámul-Hak Kuraisi | Potito Starace Leonardo Mayer                           | Olivier Rochus Gaël Monfils Márkosz Pagdatísz Szerhij Sztahovszkij |
| Május 23. Június 6. | 2010-es Roland Garros Párizs, Franciaország Grand Slam-torna 7 580 800 € – Salak 128S/128Q/64D/32X Egyéni – Páros – Vegyes páros | Rafael Nadal 6–4, 6–2, 6–4                         | Robin Söderling                   | Tomáš Berdych Jürgen Melzer                             | Roger Federer Mihail Juzsnij Novak Đoković Nicolás Almagro         |
| Május 23. Június 6. | 2010-es Roland Garros Párizs, Franciaország Grand Slam-torna 7 580 800 € – Salak 128S/128Q/64D/32X Egyéni – Páros – Vegyes páros | Daniel Nestor Nenad Zimonjić 7–5, 6–2              | Lukáš Dlouhý Lijendar Pedzs       | Tomáš Berdych Jürgen Melzer                             | Roger Federer Mihail Juzsnij Novak Đoković Nicolás Almagro         |
| Május 23. Június 6. | 2010-es Roland Garros Párizs, Franciaország Grand Slam-torna 7 580 800 € – Salak 128S/128Q/64D/32X Egyéni – Páros – Vegyes páros | Nenad Zimonjić Katarina Srebotnik 4–6, 6–3, [10–8] | Julian Knowle Jaroszlava Svedova  | Tomáš Berdych Jürgen Melzer                             | Roger Federer Mihail Juzsnij Novak Đoković Nicolás Almagro         |

### Június
| Időpont               | Torna | Győztes                                               | Ellenfél a döntőben          | Elődöntősök                         | Negyeddöntősök                                                |
| --------------------- | --- | ----------------------------------------------------- | ---------------------------- | ----------------------------------- | ------------------------------------------------------------- |
| Június 7.             | Gerry Weber Open Halle, Németország ATP World Tour 250 663 750 € – Fű – 32S/32Q/16D                                                              | Lleyton Hewitt 3–6, 7–6(4), 6–4                       | Roger Federer                | Philipp Petzschner Benjamin Becker  | Philipp Kohlschreiber Lukáš Lacko Andreas Beck Mischa Zverev  |
| Június 7.             | Gerry Weber Open Halle, Németország ATP World Tour 250 663 750 € – Fű – 32S/32Q/16D                                                              | Szerhij Sztahovszkij Mihail Juzsnij 4–6, 7–5, [10–7]  | Martin Damm Filip Polášek    | Philipp Petzschner Benjamin Becker  | Philipp Kohlschreiber Lukáš Lacko Andreas Beck Mischa Zverev  |
| Június 7.             | Queen's Club Championships London, Nagy-Britannia ATP World Tour 250 627 700 € – Fű – 56S/32Q/24D                                                | Sam Querrey 7–6(3), 7–5                               | Mardy Fish                   | Feliciano López Rainer Schüttler    | Rafael Nadal Michaël Llodra Dudi Szela Xavier Malisse         |
| Június 7.             | Queen's Club Championships London, Nagy-Britannia ATP World Tour 250 627 700 € – Fű – 56S/32Q/24D                                                | Novak Đoković Jónátán Erlich 6–7(6), 6–2, [10–3]      | Karol Beck David Škoch       | Feliciano López Rainer Schüttler    | Rafael Nadal Michaël Llodra Dudi Szela Xavier Malisse         |
| Június 14.            | UNICEF Open 's-Hertogenbosch, Hollandia ATP World Tour 250 398 250 € – Fű – 32S/32Q/16D                                                          | Szerhij Sztahovszkij 6–3, 6–0                         | Janko Tipsarević             | Xavier Malisse Benjamin Becker      | Alejandro Falla Santiago Giraldo Simon Greul Peter Luczak     |
| Június 14.            | UNICEF Open 's-Hertogenbosch, Hollandia ATP World Tour 250 398 250 € – Fű – 32S/32Q/16D                                                          | Robert Lindstedt Horia Tecău 1–6, 7–5, [10–7]         | Lukáš Dlouhý Lijendar Pedzs  | Xavier Malisse Benjamin Becker      | Alejandro Falla Santiago Giraldo Simon Greul Peter Luczak     |
| Június 14.            | AEGON International Eastbourne, Nagy-Britannia ATP World Tour 250 405 000 € – Fű – 32S/23Q/16D                                                   | Michaël Llodra 7–5, 6–2                               | Guillermo García López       | Denis Istomin Olekszandr Dolhopolov | Illja Marcsenko Julien Benneteau Gilles Simon James Ward      |
| Június 14.            | AEGON International Eastbourne, Nagy-Britannia ATP World Tour 250 405 000 € – Fű – 32S/23Q/16D                                                   | Mariusz Fyrstenberg Marcin Matkowski 6–3, 5–7, [10–8] | Colin Fleming Ken Skupski    | Denis Istomin Olekszandr Dolhopolov | Illja Marcsenko Julien Benneteau Gilles Simon James Ward      |
| Június 21. Június 28. | 2010-es wimbledoni teniszbajnokság London, Nagy-Britannia Grand Slam-torna 13 725 000 £ – Fű 128S/128Q/64D/16Q/48X Egyéni – Páros – Vegyes páros | Rafael Nadal 6–3, 7–5, 6–4                            | Tomáš Berdych                | Novak Đoković Andy Murray           | Roger Federer Lu Jen-hszün Jo-Wilfried Tsonga Robin Söderling |
| Június 21. Június 28. | 2010-es wimbledoni teniszbajnokság London, Nagy-Britannia Grand Slam-torna 13 725 000 £ – Fű 128S/128Q/64D/16Q/48X Egyéni – Páros – Vegyes páros | Jürgen Melzer Philipp Petzschner 6–1, 7–5, 7–5        | Robert Lindstedt Horia Tecău | Novak Đoković Andy Murray           | Roger Federer Lu Jen-hszün Jo-Wilfried Tsonga Robin Söderling |
| Június 21. Június 28. | 2010-es wimbledoni teniszbajnokság London, Nagy-Britannia Grand Slam-torna 13 725 000 £ – Fű 128S/128Q/64D/16Q/48X Egyéni – Páros – Vegyes páros | Lijendar Pedzs Cara Black 6–4, 7–6(5)                 | Wesley Moodie Lisa Raymond   | Novak Đoković Andy Murray           | Roger Federer Lu Jen-hszün Jo-Wilfried Tsonga Robin Söderling |

### Július
| Időpont    | Torna | Győztes                                                                           | Ellenfél a döntőben                                                 | Elődöntősök                              | Negyeddöntősök                                                        |
| ---------- | --- | --------------------------------------------------------------------------------- | ------------------------------------------------------------------- | ---------------------------------------- | --------------------------------------------------------------------- |
| Július 5.  | Campbell's Hall of Fame Championships Newport, Egyesült Államok ATP World Tour 250 442 500 $ – Fű – 32S/32Q/16D                                                  | Mardy Fish 5–7, 6–3, 6–4                                                          | Olivier Rochus                                                      | Brian Dabul Richard Bloomfield           | Dustin Brown Raven Klaasen Frank Dancevic Ryan Harrison               |
| Július 5.  | Campbell's Hall of Fame Championships Newport, Egyesült Államok ATP World Tour 250 442 500 $ – Fű – 32S/32Q/16D                                                  | Carsten Ball Chris Guccione 6–3, 6–4                                              | Santiago González Travis Rettenmaier                                | Brian Dabul Richard Bloomfield           | Dustin Brown Raven Klaasen Frank Dancevic Ryan Harrison               |
| Július 5.  | Davis-kupa, Negyeddöntők Clermont-Ferrand, Franciaország – Kemény (f) Moszkva, Oroszország – Kemény (f) Split, Horvátország – Kemény (f) Coquimbo, Chile – Salak | Negyeddöntők győztesei Franciaország 5–0 Argentína 3–2 Szerbia 4–1 Csehország 4–1 | Negyeddöntők vesztesei Spanyolország Oroszország Horvátország Chile |                                          |                                                                       |
| Július 12. | Mercedes Cup Stuttgart, Németország ATP World Tour 250 398 250 € – Salak – 28S/32Q/16D                                                                           | Albert Montañés 6–2, 1–2 feladta                                                  | Gaël Monfils                                                        | Daniel Gimeno Traver Juan Carlos Ferrero | Marco Chiudinelli Florian Mayer Simon Greul Jürgen Melzer             |
| Július 12. | Mercedes Cup Stuttgart, Németország ATP World Tour 250 398 250 € – Salak – 28S/32Q/16D                                                                           | Carlos Berlocq Eduardo Schwank 7–6(5), 7–6(6)                                     | Christopher Kas Philipp Petzschner                                  | Daniel Gimeno Traver Juan Carlos Ferrero | Marco Chiudinelli Florian Mayer Simon Greul Jürgen Melzer             |
| Július 12. | SkiStar Swedish Open Båstad, Svédország ATP World Tour 250 398 250 € – Salak – 28S/32Q/16D                                                                       | Nicolás Almagro 7–5, 3–6, 6–2                                                     | Robin Söderling                                                     | David Ferrer Tommy Robredo               | Andreas Seppi Pablo Cuevas Franko Škugor Fernando Verdasco            |
| Július 12. | SkiStar Swedish Open Båstad, Svédország ATP World Tour 250 398 250 € – Salak – 28S/32Q/16D                                                                       | Robert Lindstedt Horia Tecău 6–4, 7–5                                             | Andreas Seppi Simone Vagnozzi                                       | David Ferrer Tommy Robredo               | Andreas Seppi Pablo Cuevas Franko Škugor Fernando Verdasco            |
| Július 19. | International German Open Hamburg, Németország ATP World Tour 500 1 000 000 € – Salak – 48S/24Q/16D                                                              | Andrej Golubev 6–3, 7–5                                                           | Jürgen Melzer                                                       | Florian Mayer Andreas Seppi              | Denis Istomin Juan Carlos Ferrero Potito Starace Thomaz Bellucci      |
| Július 19. | International German Open Hamburg, Németország ATP World Tour 500 1 000 000 € – Salak – 48S/24Q/16D                                                              | Marc López David Marrero 6–3, 2–6, [10–8]                                         | Jérémy Chardy Paul-Henri Mathieu                                    | Florian Mayer Andreas Seppi              | Denis Istomin Juan Carlos Ferrero Potito Starace Thomaz Bellucci      |
| Július 19. | Atlanta Tennis Championships Atlanta, Egyesült Államok ATP World Tour 250 531 000 $ – Kemény – 32S/32Q/16D                                                       | Mardy Fish 4–6, 6–4, 7–6(4)                                                       | John Isner                                                          | Andy Roddick Kevin Anderson              | Xavier Malisse Taylor Dent Lukáš Lacko Michael Craig Russell          |
| Július 19. | Atlanta Tennis Championships Atlanta, Egyesült Államok ATP World Tour 250 531 000 $ – Kemény – 32S/32Q/16D                                                       | Scott Lipsky Rajeev Ram 6–3, 6–7(4), [12–10]                                      | Róhan Bópanna Kristof Vliegen                                       | Andy Roddick Kevin Anderson              | Xavier Malisse Taylor Dent Lukáš Lacko Michael Craig Russell          |
| Július 26. | Allianz Suisse Open Gstaad Gstaad, Svájc ATP World Tour 250 398 250 € – Salak – 32S/32Q/16D                                                                      | Nicolás Almagro 7–5, 6–1                                                          | Richard Gasquet                                                     | Jurij Sukin Daniel Gimeno-Traver         | Mihail Juzsnij Albert Montañés Igor Andrejev Jérémy Chardy            |
| Július 26. | Allianz Suisse Open Gstaad Gstaad, Svájc ATP World Tour 250 398 250 € – Salak – 32S/32Q/16D                                                                      | Johan Brunström Jarkko Nieminen 6–3, 6–7(4), [11–9]                               | Marcelo Melo Bruno Soares                                           | Jurij Sukin Daniel Gimeno-Traver         | Mihail Juzsnij Albert Montañés Igor Andrejev Jérémy Chardy            |
| Július 26. | Farmers Classic Los Angeles, Egyesült Államok ATP World Tour 250 619 500 $ – Kemény – 28S/32Q/16D                                                                | Sam Querrey 5–7, 7–6(2), 6–3                                                      | Andy Murray                                                         | Feliciano López Janko Tipsarević         | Alejandro Falla James Blake Márkosz Pagdatísz Rainer Schüttler        |
| Július 26. | Farmers Classic Los Angeles, Egyesült Államok ATP World Tour 250 619 500 $ – Kemény – 28S/32Q/16D                                                                | Bob Bryan Mike Bryan 6–7(6), 6–2, [10–7]                                          | Eric Butorac Jean-Julien Rojer                                      | Feliciano López Janko Tipsarević         | Alejandro Falla James Blake Márkosz Pagdatísz Rainer Schüttler        |
| Július 26. | ATP Studena Croatia Open Umag Umag, Horvátország ATP World Tour 250 398 250 € – Salak – 32S/32Q/16D                                                              | Juan Carlos Ferrero 6–4, 6–4                                                      | Potito Starace                                                      | Juan Ignacio Chela Andreas Seppi         | Nyikolaj Davigyenko Ivan Ljubičić Olekszandr Dolhopolov Jürgen Melzer |
| Július 26. | ATP Studena Croatia Open Umag Umag, Horvátország ATP World Tour 250 398 250 € – Salak – 32S/32Q/16D                                                              | Leoš Friedl Filip Polášek 6–3, 7–6(7)                                             | František Čermák Michal Mertiňák                                    | Juan Ignacio Chela Andreas Seppi         | Nyikolaj Davigyenko Ivan Ljubičić Olekszandr Dolhopolov Jürgen Melzer |

### Augusztus
| Időpont                     | Torna | Győztes                                     | Ellenfél a döntőben               | Elődöntősök                     | Negyeddöntősök                                                         |
| --------------------------- | --- | ------------------------------------------- | --------------------------------- | ------------------------------- | ---------------------------------------------------------------------- |
| Augusztus 2.                | Legg Mason Tennis Classic Washington, Egyesült Államok ATP World Tour 500 1 165 500 $ – Kemény – 48S/24Q/16D                           | David Nalbandian 6–2, 7–6(4)                | Márkosz Pagdatísz                 | Xavier Malisse Marin Čilić      | Tomáš Berdych Fernando Verdasco Janko Tipsarević Gilles Simon          |
| Augusztus 2.                | Legg Mason Tennis Classic Washington, Egyesült Államok ATP World Tour 500 1 165 500 $ – Kemény – 48S/24Q/16D                           | Mardy Fish Mark Knowles 4–6, 7–6(7), [10–7] | Tomáš Berdych Radek Štěpánek      | Xavier Malisse Marin Čilić      | Tomáš Berdych Fernando Verdasco Janko Tipsarević Gilles Simon          |
| Augusztus 9.                | Rogers Cup Toronto, Kanada ATP World Tour Masters 1000 2 430 000 $ – Kemény – 56S/28Q/24D                                              | Andy Murray 7–5, 7–5                        | Roger Federer                     | Rafael Nadal Novak Đoković      | Philipp Kohlschreiber David Nalbandian Tomáš Berdych Jérémy Chardy     |
| Augusztus 9.                | Rogers Cup Toronto, Kanada ATP World Tour Masters 1000 2 430 000 $ – Kemény – 56S/28Q/24D                                              | Bob Bryan Mike Bryan 7–5, 6–3               | Julien Benneteau Michaël Llodra   | Rafael Nadal Novak Đoković      | Philipp Kohlschreiber David Nalbandian Tomáš Berdych Jérémy Chardy     |
| Augusztus 16.               | Western & Southern Financial Group Masters Cincinnati, Egyesült Államok ATP World Tour Masters 1000 2 430 000 $ – Kemény – 56S/28Q/24D | Roger Federer 6–7(5), 7–6(1), 6–4           | Mardy Fish                        | Márkosz Pagdatísz Andy Roddick  | Rafael Nadal Nyikolaj Davigyenko Andy Murray Novak Đoković             |
| Augusztus 16.               | Western & Southern Financial Group Masters Cincinnati, Egyesült Államok ATP World Tour Masters 1000 2 430 000 $ – Kemény – 56S/28Q/24D | Bob Bryan Mike Bryan 6–3, 6–4               | Mahes Bhúpati Makszim Mirni       | Márkosz Pagdatísz Andy Roddick  | Rafael Nadal Nyikolaj Davigyenko Andy Murray Novak Đoković             |
| Augusztus 23.               | Pilot Pen Tennis New Haven, Egyesült Államok ATP World Tour 250 663 750 $ – Kemény – 48S/32Q/16D                                       | Szerhij Sztahovszkij 3–6, 6–3, 6–4          | Denis Istomin                     | Thiemo de Bakker Viktor Troicki | Márkosz Pagdatísz Jevgenyij Koroljov Radek Štěpánek Tejmuraz Gabasvili |
| Augusztus 23.               | Pilot Pen Tennis New Haven, Egyesült Államok ATP World Tour 250 663 750 $ – Kemény – 48S/32Q/16D                                       | Robert Lindstedt Horia Tecău 6–4, 7–5       | Róhan Bópanna Iszámul-Hak Kuraisi | Thiemo de Bakker Viktor Troicki | Márkosz Pagdatísz Jevgenyij Koroljov Radek Štěpánek Tejmuraz Gabasvili |
| Augusztus 30. Szeptember 6. | 2010-es US Open New York, Egyesült Államok Grand Slam-torna 10 508 000 $ – Kemény 128S/128Q/64D/32X Egyéni – Páros – Vegyes páros      | Rafael Nadal 6–4, 5–7, 6–4, 6–2             | Novak Đoković                     | Mihail Juzsnij Roger Federer    | Fernando Verdasco Stanislas Wawrinka Gaël Monfils Robin Söderling      |
| Augusztus 30. Szeptember 6. | 2010-es US Open New York, Egyesült Államok Grand Slam-torna 10 508 000 $ – Kemény 128S/128Q/64D/32X Egyéni – Páros – Vegyes páros      | Bob Bryan Mike Bryan 7–6(5), 7–6(4)         | Róhan Bópanna Iszámul-Hak Kuraisi | Mihail Juzsnij Roger Federer    | Fernando Verdasco Stanislas Wawrinka Gaël Monfils Robin Söderling      |
| Augusztus 30. Szeptember 6. | 2010-es US Open New York, Egyesült Államok Grand Slam-torna 10 508 000 $ – Kemény 128S/128Q/64D/32X Egyéni – Páros – Vegyes páros      | Bob Bryan Liezel Huber 6–4, 6–4             | Iszámul-Hak Kuraisi Květa Peschke | Mihail Juzsnij Roger Federer    | Fernando Verdasco Stanislas Wawrinka Gaël Monfils Robin Söderling      |

### Szeptember
| Időpont        | Tournament                                                                                           | Champions                                         | Ellenfél a döntőben                      | Elődöntősök                           | Negyeddöntősök                                               |
| -------------- | --- | ------------------------------------------------- | ---------------------------------------- | ------------------------------------- | ------------------------------------------------------------ |
| Szeptember 13. | Davis-kupa, Elődöntők Lyon, Franciaország – Kemény (f) Belgrád, Szerbia – Kemény (f)                 | Elődöntők győztesei Franciaország 5–0 Szerbia 3–2 | Elődöntők vesztesei Argentína Csehország |                                       |                                                              |
| Szeptember 20. | Open de Moselle Metz, Franciaország ATP World Tour 250 398 250 € – Kemény (f) – 28S/25Q/16D          | Gilles Simon 6–3, 6–2                             | Mischa Zverev                            | Philipp Kohlschreiber Richard Gasquet | Marin Čilić Xavier Malisse Tommy Robredo Jarkko Nieminen     |
| Szeptember 20. | Open de Moselle Metz, Franciaország ATP World Tour 250 398 250 € – Kemény (f) – 28S/25Q/16D          | Dustin Brown Rogier Wassen 6–3, 6–3               | Marcelo Melo Bruno Soares                | Philipp Kohlschreiber Richard Gasquet | Marin Čilić Xavier Malisse Tommy Robredo Jarkko Nieminen     |
| Szeptember 20. | BCR Open Romania Bukarest, Románia ATP World Tour 250 368 450 € – Salak – 28S/32Q/16D                | Juan Ignacio Chela 7–5, 6–1                       | Pablo Andújar                            | Albert Montañés Marcel Granollers     | Jérémy Chardy Björn Phau Potito Starace Pablo Cuevas         |
| Szeptember 20. | BCR Open Romania Bukarest, Románia ATP World Tour 250 368 450 € – Salak – 28S/32Q/16D                | Juan Ignacio Chela Łukasz Kubot 6–2, 5–7, [13–11] | Marcel Granollers Santiago Ventura       | Albert Montañés Marcel Granollers     | Jérémy Chardy Björn Phau Potito Starace Pablo Cuevas         |
| Szeptember 27. | PTT Thailand Open Bangkok, Thaiföld ATP World Tour 250 551 000 $ – Kemény (f) – 28S/32Q/16D          | Guillermo García López 6–4, 3–6, 6–4              | Jarkko Nieminen                          | Rafael Nadal Benjamin Becker          | Mihail Kukuskin Ernests Gulbis Jürgen Melzer Daniel Brands   |
| Szeptember 27. | PTT Thailand Open Bangkok, Thaiföld ATP World Tour 250 551 000 $ – Kemény (f) – 28S/32Q/16D          | Christopher Kas Viktor Troicki 6–4, 6–4           | Jónátán Erlich Jürgen Melzer             | Rafael Nadal Benjamin Becker          | Mihail Kukuskin Ernests Gulbis Jürgen Melzer Daniel Brands   |
| Szeptember 27. | Proton Malaysian Open Kuala Lumpur, Malajzia ATP World Tour 250 850 000 $ – Kemény (f) – 28S/17S/16D | Mihail Juzsnij 6–7(7), 6–2, 7–6(3)                | Andrej Golubev                           | David Ferrer Igor Andrejev            | Robin Söderling Tomáš Berdych Márkosz Pagdatísz Milos Raonic |
| Szeptember 27. | Proton Malaysian Open Kuala Lumpur, Malajzia ATP World Tour 250 850 000 $ – Kemény (f) – 28S/17S/16D | František Čermák Michal Mertiňák 7–6(3), 7–6(5)   | Mariusz Fyrstenberg Marcin Matkowski     | David Ferrer Igor Andrejev            | Robin Söderling Tomáš Berdych Márkosz Pagdatísz Milos Raonic |

### Október
| Időpont     | Torna | Győztes                                         | Ellenfél a döntőben                  | Elődöntősök                        | Negyeddöntősök                                                          |
| ----------- | --- | ----------------------------------------------- | ------------------------------------ | ---------------------------------- | ----------------------------------------------------------------------- |
| Október 4.  | China Open Peking, Kína ATP World Tour 500 2 100 000 $ – Kemény – 32S/16Q/16D                              | Novak Đoković 6–2, 6–4                          | David Ferrer                         | John Isner Ivan Ljubičić           | Gilles Simon Nyikolaj Davigyenko Robin Söderling Andy Murray            |
| Október 4.  | China Open Peking, Kína ATP World Tour 500 2 100 000 $ – Kemény – 32S/16Q/16D                              | Bob Bryan Mike Bryan 6–1, 7–6(5)                | Mariusz Fyrstenberg Marcin Matkowski | John Isner Ivan Ljubičić           | Gilles Simon Nyikolaj Davigyenko Robin Söderling Andy Murray            |
| Október 4.  | Rakuten Japan Open Tennis Championships Tokió, Japán ATP World Tour 500 1 100 000 $ – Kemény – 32S/16Q/16D | Rafael Nadal 6–1, 7–5                           | Gaël Monfils                         | Viktor Troicki Radek Štěpánek      | Dmitrij Turszunov Guillermo García López Jarkko Nieminen Andy Roddick   |
| Október 4.  | Rakuten Japan Open Tennis Championships Tokió, Japán ATP World Tour 500 1 100 000 $ – Kemény – 32S/16Q/16D | Eric Butorac Jean-Julien Rojer 6–3, 6–2         | Andreas Seppi Dmitrij Turszunov      | Viktor Troicki Radek Štěpánek      | Dmitrij Turszunov Guillermo García López Jarkko Nieminen Andy Roddick   |
| Október 11. | Shanghai Rolex Masters Sanghaj, Kína ATP World Tour Masters 1000 3 240 000 $ – Kemény – 56S/28Q/24D        | Andy Murray 6–3, 6–2                            | Roger Federer                        | Juan Mónaco Novak Đoković          | Jürgen Melzer Jo-Wilfried Tsonga Robin Söderling Guillermo García López |
| Október 11. | Shanghai Rolex Masters Sanghaj, Kína ATP World Tour Masters 1000 3 240 000 $ – Kemény – 56S/28Q/24D        | Jürgen Melzer Lijendar Pedzs 7–5, 4–6, [10–5]   | Mariusz Fyrstenberg Marcin Matkowski | Juan Mónaco Novak Đoković          | Jürgen Melzer Jo-Wilfried Tsonga Robin Söderling Guillermo García López |
| Október 18. | Kremlin Cup Moszkva, Oroszország ATP World Tour 250 1 000 000 $ – Kemény (f) – 28S/32Q/16D                 | Viktor Troicki 3–6, 6–4, 6–3                    | Márkosz Pagdatísz                    | Pablo Cuevas Denis Istomin         | Radek Štěpánek Horacio Zeballos Olekszandr Dolhopolov Igor Kunyicin     |
| Október 18. | Kremlin Cup Moszkva, Oroszország ATP World Tour 250 1 000 000 $ – Kemény (f) – 28S/32Q/16D                 | Igor Kunyicin Dmitrij Turszunov 7–6(8), 6–3     | Janko Tipsarević Viktor Troicki      | Pablo Cuevas Denis Istomin         | Radek Štěpánek Horacio Zeballos Olekszandr Dolhopolov Igor Kunyicin     |
| Október 18. | If Stockholm Open Stockholm, Svédország ATP World Tour 250 531 000 € – Kemény (f) – 28S/32Q/16D            | Roger Federer 6–4, 6–3                          | Florian Mayer                        | Ivan Ljubičić Jarkko Nieminen      | Stanislas Wawrinka Ivan Dodig James Blake Robin Söderling               |
| Október 18. | If Stockholm Open Stockholm, Svédország ATP World Tour 250 531 000 € – Kemény (f) – 28S/32Q/16D            | Eric Butorac Jean-Julien Rojer 6–3, 6–4         | Johan Brunström Jarkko Nieminen      | Ivan Ljubičić Jarkko Nieminen      | Stanislas Wawrinka Ivan Dodig James Blake Robin Söderling               |
| Október 25. | St. Petersburg Open Szentpétervár, Oroszország ATP World Tour 250 663 750 $ – Kemény (f) – 32S/32Q/16D     | Mihail Kukuskin 6–3, 7–6(2)                     | Mihail Juzsnij                       | Dmitrij Turszunov Illja Marcsenko  | Victor Hănescu Olekszandr Dolhopolov Janko Tipsarević Benjamin Becker   |
| Október 25. | St. Petersburg Open Szentpétervár, Oroszország ATP World Tour 250 663 750 $ – Kemény (f) – 32S/32Q/16D     | Daniele Bracciali Potito Starace 7–6(6), 7–6(5) | Róhan Bópanna Iszámul-Hak Kuraisi    | Dmitrij Turszunov Illja Marcsenko  | Victor Hănescu Olekszandr Dolhopolov Janko Tipsarević Benjamin Becker   |
| Október 25. | Bank Austria-TennisTrophy Bécs, Ausztria ATP World Tour 250 575 250 € – Kemény (f) – 28S/32Q/16D           | Jürgen Melzer 6–7(10), 7–6(4), 6–4              | Andreas Haider-Maurer                | Nicolás Almagro Michael Berrer     | Philipp Kohlschreiber Juan Ignacio Chela Márkosz Pagdatísz Marin Čilić  |
| Október 25. | Bank Austria-TennisTrophy Bécs, Ausztria ATP World Tour 250 575 250 € – Kemény (f) – 28S/32Q/16D           | Daniel Nestor Nenad Zimonjić 7–5, 3–6, [10–5]   | Mariusz Fyrstenberg Marcin Matkowski | Nicolás Almagro Michael Berrer     | Philipp Kohlschreiber Juan Ignacio Chela Márkosz Pagdatísz Marin Čilić  |
| Október 25. | Open Sud de France Montpellier, France ATP World Tour 250 575 250 € – Kemény (f) – 28S/32Q/16D             | Gaël Monfils 6–2, 5–7, 6–1                      | Ivan Ljubičić                        | Albert Montañés Jo-Wilfried Tsonga | Nyikolaj Davigyenko Jarkko Nieminen John Isner Gilles Simon             |
| Október 25. | Open Sud de France Montpellier, France ATP World Tour 250 575 250 € – Kemény (f) – 28S/32Q/16D             | Stephen Huss Ross Hutchins 6–2, 4–6, [10–7]     | Marc López Eduardo Schwank           | Albert Montañés Jo-Wilfried Tsonga | Nyikolaj Davigyenko Jarkko Nieminen John Isner Gilles Simon             |

### November
| Időpont      | Torna | Győztes                                      | Ellenfél a döntőben                | Elődöntősök                        | Negyeddöntősök                                                             |
| ------------ | --- | -------------------------------------------- | ---------------------------------- | ---------------------------------- | -------------------------------------------------------------------------- |
| November 1.  | Valencia Open 500 Valencia, Spanyolország ATP World Tour 500 1 357 000 € – Kemény (f) – 32S/32Q/16D                     | David Ferrer 7–5, 6–3                        | Marcel Granollers                  | Gilles Simon Robin Söderling       | Juan Mónaco Nyikolaj Davigyenko Potito Starace Gaël Monfils                |
| November 1.  | Valencia Open 500 Valencia, Spanyolország ATP World Tour 500 1 357 000 € – Kemény (f) – 32S/32Q/16D                     | Andy Murray Jamie Murray 7–6(8), 5–7, [10–7] | Mahes Bhúpati Makszim Mirni        | Gilles Simon Robin Söderling       | Juan Mónaco Nyikolaj Davigyenko Potito Starace Gaël Monfils                |
| November 1.  | Davidoff Swiss Indoors Bázel, Svájc ATP World Tour 500 1 225 000 € – Kemény (f) – 32S/32Q/16D                           | Roger Federer 6–4, 3–6, 6–1                  | Novak Đoković                      | Andy Roddick Viktor Troicki        | Radek Štěpánek David Nalbandian Richard Gasquet Robin Haase                |
| November 1.  | Davidoff Swiss Indoors Bázel, Svájc ATP World Tour 500 1 225 000 € – Kemény (f) – 32S/32Q/16D                           | Bob Bryan Mike Bryan 6–3, 3–6, [10–3]        | Daniel Nestor Nenad Zimonjić       | Andy Roddick Viktor Troicki        | Radek Štěpánek David Nalbandian Richard Gasquet Robin Haase                |
| November 8.  | BNP Paribas Masters Párizs, Franciaország ATP World Tour Masters 1000 2 227 500 € – Kemény (f) – 48S/24Q/24D            | Robin Söderling 6–1, 7–6(1)                  | Gaël Monfils                       | Roger Federer Michaël Llodra       | Jürgen Melzer Andy Murray Andy Roddick Nyikolaj Davigyenko                 |
| November 8.  | BNP Paribas Masters Párizs, Franciaország ATP World Tour Masters 1000 2 227 500 € – Kemény (f) – 48S/24Q/24D            | Mahes Bhúpati Makszim Mirni 7–5, 7–5         | Mark Knowles Andi Rám              | Roger Federer Michaël Llodra       | Jürgen Melzer Andy Murray Andy Roddick Nyikolaj Davigyenko                 |
| November 15. | Ezen a héten nem rendeztek tornát.                                                                                      | Ezen a héten nem rendeztek tornát.           | Ezen a héten nem rendeztek tornát. | Ezen a héten nem rendeztek tornát. | Ezen a héten nem rendeztek tornát.                                         |
| November 22. | Barclays ATP World Tour Finals London, Nagy-Britannia ATP World Tour Finals 2 227 500 £ – Kemény (f) – 8 egyéni/8 páros | Roger Federer 6–3, 3–6, 6–1                  | Rafael Nadal                       | Andy Murray Novak Đoković          | Round Robin losers Tomáš Berdych Andy Roddick Robin Söderling David Ferrer |
| November 22. | Barclays ATP World Tour Finals London, Nagy-Britannia ATP World Tour Finals 2 227 500 £ – Kemény (f) – 8 egyéni/8 páros | Daniel Nestor Nenad Zimonjić 7–6(6), 6–4     | Mahes Bhúpati Makszim Mirni        | Andy Murray Novak Đoković          | Round Robin losers Tomáš Berdych Andy Roddick Robin Söderling David Ferrer |
| November 29. | Davis-kupa, Döntő Belgrád, Szerbia – Kemény (f)                                                                         | Szerbia 3–2                                  | Franciaország                      |                                    |                                                                            |